# Турачі
Турачі́ (рос. Турачи, башк. Турасы) — присілок у складі Ілішевського району Башкортостану, Росія. Входить до складу Ісаметовської сільської ради.
Населення — 205 осіб (2010; 250 у 2002).
Національний склад:
- башкири — 68 %
- татари — 29 %